# Фінал кубка України з футболу 2020
Фіна́л ку́бка Украї́ни з футбо́лу 2020 — 29-й фінал кубка України з футболу, що пройшов 8 липня 2020 року в місті Харків, на стадіоні «Металіст» між «Динамо» (Київ) та «Ворсклою». Перемогу в серії пенальті здобуло «Динамо», вигравши свій 12-ий Кубок України в історії і отримало право зіграти у Суперкубку України 2020 року з чемпіонами країни, донецьким «Шахтарем».
Першочергово матч мав пройти 13 травня у Тернополі на Міському стадіоні, але через пандемію коронавірусу гру було перенесено на 8 липня спочатку на «Арену Львів», а згодом — на харківський стадіон «Металіст». Це вже в п'ятий раз фінал кубка відбувся у Харкові після фіналів 2008, 2010, 2013 та 2017 років. Тернополю натомість надали право провести фінал 2021 року.
Головним арбітром була Катерина Монзуль, яка стала першою в історії фіналів Кубка жінкою-головним арбітром. До цього у фіналі 2012 року боковим арбітром була Наталія Рачинська  в складі суддівської бригади Анатолія Абдули. Амбасадором фінального матчу став уродженець Полтавщини, колишній півзахисник «Динамо», «Дніпра» та національної команди України, а на момент матчу головний тренер молодіжної збірної України Руслан Ротань. Гімн України перед фінальним двобоєм виконала учасниця проекту «Жіночий квартал» Марта Адамчук.

## Шлях до фіналу
| 1/8 фіналу  | «Динамо»   | 2:1 (дч) | «Шахтар»         |
| Чвертьфінал | «Динамо»   | 1:0 (дч) | ФК «Олександрія» |
| Півфінал    | ФК «Минай» | 0:2      | «Динамо»         |

| 1/8 фіналу  | «Колос»        | 0:1            | «Ворскла» |
| Чвертьфінал | «Десна»        | 0:1            | «Ворскла» |
| Півфінал    | ФК «Маріуполь» | 1:1 (пен. 2:3) | «Ворскла» |

## Статистика
Загалом, київське «Динамо» та полтавська «Ворскла» раніше зустрічалися 53 рази, з яких «Динамо» виграло 40 разів, «Ворскла» — 4, а нічия була зафіксована 9 разів. У матчах на найвищому рівні єдиною попередньою зустріччю клубів був Суперкубок України 2009 року, який виграло «Динамо» в серії пенальті після того як основний час завершився внічию 0:0. Це третя зустріч клубів у змаганнях Кубка України, дві попередні гри в рамках Кубка України 2002/03 виграли «Динамо» (1–0, 4–0).
Для київського «Динамо» цей фінал став 17-м загалом, до цього клуб здобув 11 перемог у попередніх 16 фіналах. «Ворскла» зіграє у своєму другому фіналі Кубка України після фіналу 2009 року, коли вона перемогла донецький «Шахтар» 1:0 і вперше виграла Кубок України.

## Деталі
| 8 липня 2020 року 21:30 +25 °C |

| «Динамо»                                                                                            | 1:1      | «Ворскла»                                                                          |
| --------------------------------------------------------------------------------------------------- | -------- | ---------------------------------------------------------------------------------- |
| Беньямін Вербич 28'                                                                                 | Протокол | 11' Руслан Степанюк                                                                |
| | Пенальті |                                                                                    |
| Вербич · Циганков · Кендзьора · де Пена · Андрієвський · Сидорчук · Шапаренко · Миколенко · Шабанов | 8–7      | Пуцлін · Кане · Луїзао · Опанасенко · Ндіайе · Чеснаков · Пердута · Сапай · Баєнко |

| «Металіст», Харків Глядачів: 0 Арбітр: Катерина Монзуль |

| «ДИНАМО» | «ВОРСКЛА» |

| «Динамо»:            |    |                        |      |      |
|                      |    |                        |      |      |
| ВР                   | 1  | Георгій Бущан          |      |      |
| ПЗ                   | 94 | Томаш Кендзьора        |      |      |
| ЦЗ                   | 34 | Олександр Сирота       | 9'   |      |
| ЦЗ                   | 30 | Артем Шабанов          | 80'  |      |
| ЛЗ                   | 16 | Віталій Миколенко      |      |      |
| ЦП                   | 5  | Сергій Сидорчук (к)    |      |      |
| ЦП                   | 8  | Володимир Шепелєв      | 117' |      |
| ЦП                   | 29 | Віталій Буяльський     | 89'  |      |
| ПП                   | 14 | Карлос де Пена         |      |      |
| ЛП                   | 11 | Георгій Цітаішвілі     | 60'  |      |
| НП                   | 7  | Беньямін Вербич        | 28'  | 113' |
| Заміни:              |    |                        |      |      |
| ВР                   | 71 | Денис Бойко            |      |      |
| ЗХ                   | 20 | Олександр Караваєв     |      |      |
| ПЗ                   | 6  | Мохаммед Кадірі        |      |      |
| ПЗ                   | 10 | Микола Шапаренко       | 99'  |      |
| ПЗ                   | 15 | Віктор Циганков        | 60'  |      |
| ПЗ                   | 18 | Олександр Андрієвський | 117' |      |
| ПЗ                   | 99 | Міккель Дуелунд        |      |      |
| НП                   | 9  | Фран Соль              |      |      |
| НП                   | 70 | Назарій Русин          |      |      |
| Головний тренер:     |    |                        |      |      |
| Олексій Михайличенко |    |                        |      |      |

| «Ворскла»:       |    |                        |        |      |
|                  |    |                        |        |      |
| ВР               | 31 | Дмитро Різник          |        |      |
| ЛЗ               | 4  | Ігор Пердута           | 105+1' |      |
| ЦЗ               | 17 | Володимир Чеснаков (к) |        |      |
| ЦЗ               | 92 | Пап-Альюн Ндіайе       |        |      |
| ПЗ               | 23 | Вадим Сапай            | 73'    |      |
| ЦП               | 6  | Олександр Скляр        | 41'    | 95'  |
| ЦП               | 28 | Давід Пуцлін           |        |      |
| ПП               | 5  | Наджееб Якубу          |        |      |
| ЛП               | 50 | Ібрахім Кане           |        |      |
| НП               | 10 | Владислав Кулач        | 76'    |      |
| НП               | 11 | Руслан Степанюк        | 11'    | 115' |
| Заміни:          |    |                        |        |      |
| ВР               | 21 | Олександр Ткаченко     |        |      |
| ВР               | 51 | Павло Ісенко           |        |      |
| ЗХ               | 27 | Володимир Баєнко       | 115'   |      |
| ЗХ               | 39 | Євген Опанасенко       | 73'    |      |
| ПЗ               | 7  | Луїзао                 | 76'    |      |
| ПЗ               | 9  | Един Шехич             | 95'    |      |
| ПЗ               | 21 | Павло Ребенок          |        |      |
| НП               | 49 | Денис Васін            |        |      |
| НП               | 49 | Данило Кравчук         |        |      |
| Головний тренер: |    |                        |        |      |
| Юрій Максимов    |    |                        |        |      |

| Офіційні особи - Асистенти арбітра: - М. С. Стрілецька (Суми) - О. Є. Ардашева (Київ) - Четвертий арбітр: - А. М. Романюк (Івано-Франківськ) - Додатковий асистент арбітра: - С. А. Грушко (Київська область) - Спостерігач арбітражу: - С. М. Задіран (Дніпро) | - Арбітр ВАР: - В. М. Романов (Дніпро) - Асистент ВАР: - В. Володін (Херсон) - Спостерігач ВАР: - В. Д. Петров (Харків) - Делегат УАФ - В. Г. Фощій (Черкаси) - Офіцер безпеки УАФ - С. М. Бортник (Харків). | Регламент - 90 хвилин. - 30 хвилин додаткового часу за необхідності. - Серія пенальті за необхідності. - Дев'ять гравців на заміні. - Максимум п'ять замін (+1 у випадку додаткового часу). |

| Володар кубка України 2020 |
| -------------------------- |
|                            |
| «Динамо» (Київ) 12-й раз   |